# ミロト・ラシツァ
- ミロト・ラシカ

ミロト・ラシツァ（Milot Rashica、1996年6月28日 - ）は、ユーゴスラビア・コソボ・メトヒヤ自治州（現コソボ）・ミトロヴィツァ郡ヴシュトリ出身のサッカー選手。ポジションはMF、FW。スュペル・リグ・ベシクタシュJK所属。コソボ代表。
ミロト・ラシカと表記される場合もあるが、本人は自身の名前をラシカではなくラシツァと発音すると述べている。

## 経歴
地元クラブのFCヴシュトリアで育成される。2013年8月、16歳の時にKAAヘントとの練習試合でトップチームデビュー。 
2013年9月、怪我の治療のためハノーファーに滞在。翌年チームに復帰。2014年夏、ハノーファー96や1.FCウニオン・ベルリンのトライアルを受けたが、獲得オファーはなかった。
2014年9月、フィテッセのユースチームでトライアルを受けた。2015年2月、3年契約での入団内定が発表された。
2015年7月、UEFAヨーロッパリーグ 2015-16予選・3回戦のサウサンプトンFC戦で移籍後初出場。
8月のヴィレムII戦でエールディヴィジデビュー。9月デ・フラーフスハップ戦で初得点。
2018年1月、ヴェルダー・ブレーメンに移籍。
2021年6月22日、ノリッジ・シティFCと4年契約を結んだ。
しかしノリッジがEFLチャンピオンシップに降格したこともあり、2022-23シーズンはガラタサライSKにレンタルされることとなった。
2023年8月15日、ベシクタシュJKに4年契約で移籍した。

## 代表歴
アルバニアの各世代別代表としてプレーしており、UEFA U-17欧州選手権、UEFA U-19欧州選手権、UEFA U-21欧州選手権2017予選に出場している。2016年3月開催の親善試合・ルクセンブルク代表戦でA代表初キャップ。
2016年8月15日、コソボ代表への変更が発表された。9月5日に行われた2018 FIFAワールドカップ・ヨーロッパ予選のフィンランド代表戦で代表初キャップ。